# 亚历山大·赉安

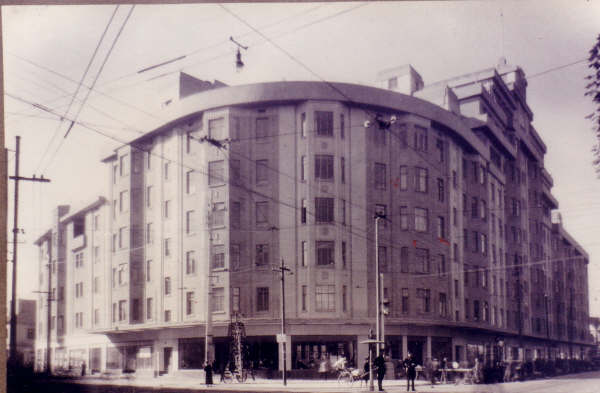
霞飞路培文公寓

亚历山大·赉安（Alexandre Léonard，1890年11月26日—1946年3月13日）是一位法国建筑师。

## 生平
亚历山大·赉安于1890年出生于巴黎第一区，于1919年毕业于巴黎高等美术学院，1922年与保罗·韦什尔在上海成立了赉安洋行，1934年至1939年阿瑟·克鲁兹（Arthur Kruze）加入进来。1946年在上海去世。
赉安设计的建筑物强调垂直或水平线条，构成上海法租界街头的独特景观，受到保护和的景观悬而未决。包括霞飞路培文公寓、万国储蓄会公寓、白赛仲路麦琪公寓、公馆马路麦兰捕房、雷米小学（Ecole Rémi）、中汇银行，以及里弄住宅。